# Родившийся в грозу
«Родившийся в грозу» («Наташа-ханум») — советский фильм 1965 года режиссёра Латифа Файзиева.

## Сюжет
О создании в годы Гражданской войны национального узбекского театра для всего народа силами двух мечтателей — молодого драматурга узбека Музаффара и первой актрисы узбекского театра — русской девушки из семьи староверов Наташи — по-узбекски «Наташа-ханум»… На подмостках народного театра их постановки сольются с реальностью — на сцене они объяснятся в любви, и на сцене же Музаффар будет убит фанатиками.

Фильм «Наташа-ханум» посвящён истории первого узбекского театра, родившегося в 1918 году, в грозное время гражданской войны. Прообразы главных героев картины — замечательный мастер узбекской сцены, поэт и драматург Хамза и первая женщина, осмелившаяся в Узбекистане ступить на театральные подмостки, русская актриса Мария Кузнецова.— Советский экран, 1966 год

## В ролях
- Ульмас Алиходжаев — Музаффар
- Ольга Амалина — Наташа
- Исамат Эргашев — Сабир
- Рахим Пирмухамедов — Акмаль Кизикчи
- Наби Рахимов — Ишан Кадыркул
- Нина Никитина — мать Наташи
- Лев Фричинский — Коля
- Рано Хамраева — Хасият
- Раззак Хамраев — ведущий актёр
- Уктам Лукманова — подруга
- Раджаб Адашев — артист труппы
- Хикмат Латыпов — паромщик
- Дильбар Касымова — эпизод
- Хашим Гадоев — эпизод

## Музыка
На основе музыки к фильму «Наташа-ханум» её автор композитор Мухтар Ашрафи позже создал вокально-симфоническую поэму «В грозные дни».

## Критика
Театральные маски и ружье — может ли существовать что-либо более несовместимое? Но вся поэзия фильма в этом столкновении противоположностей. Авторы картины, кинодраматург С. Нагорный и режиссёр Л. Файзиев, словно бы очарованы живописностью ярких контрастов. … Быть может, стилистика фильма в какой-то степени навеяна пьесами, что шли в те годы на подмостках народного театра? «А вдруг все это — продолжение спектакля?» — говорит Наташе Музаффар, и эта фраза поистине может служить ключом к фильму. Подчеркнуто театральна не только режиссура картины, но и работа главного оператора А. Панна, композитора М. Ашрафи, актёров У. Алиходжаева, О. Амалиной, Р. Пирмухамедова, Н. Никитиной и других. Эпизоды фильма как бы сливаются с эпизодами из спектаклей. И поэтому нам не хочется спешить с вынесением окончательных оценок. Фильм верен себе не только в своих достоинствах, но даже и в своих недостатках и в целом, безусловно, является интересной, хотя не во всем удавшейся попыткой воссоздать на экране дух родившегося в революционную грозу народного театра.— Татьяна Хлоплянкина, журнал «Советский экран» № 19, 1966 год

Фильм «Родившийся в грозу» («Наташа-ханум») режиссёра Л. Файзиева состоял из ряда новелл, обрисовывающих не столько конкретного героя, сколько образ времени. Всё большее значение приобретают авторская мысль, размышления художника о эпохе.— Искусство советского Узбекистана, 1976 год